# سازه‌انگاری پسامدرن
سازه‌انگاری پسامدرن یا کنستراکتیویسم پسامدرن یکی از شاخه‌های تفکر سازه‌انگاریست که ادعا می‌کند هیچ دیدگاه بی‌طرفی وجود ندارد که بتواند دانش‌های تحلیلی و اخلاقی را مورد سنجش قرار دهد. این شاخه معمولاً با شاخه اصلی سازه‌انگاری یعنی سازه‌انگاری مدرن مقایسه می‌شود.